# Sdružení obcí region LVA
Sdružení obcí region LVA je zájmové sdružení právnických osob v okresu Břeclav, jeho sídlem je Lednice a jeho cílem je regionální rozvoj obecně. Sdružuje celkem 10 obcí a byl založen v roce 1999.

## Obce sdružené v mikroregionu
- Břeclav
- Bulhary
- Hlohovec
- Lednice
- Podivín
- Přítluky
- Rakvice
- Valtice
- Velké Bílovice
- Ladná